# Krzysztof Klimosz
Krzysztof Klimosz (ur. 18 stycznia 1974 w Cieszynie) – polski menedżer i inżynier budownictwa, w latach 2022–2024 członek zarządu województwa śląskiego VI kadencji

## Życiorys
Z wykształcenia inżynier budownictwa, ukończył studia inżynierskie na Politechnice Śląskiej (specjalność konstrukcje budowlane i inżynierskie) oraz magisterskie na Politechnice Krakowskiej (specjalność specjalności inżynieria miejska z rozszerzonym zakresem konstrukcji budowlanych i specyfiki realizacji inwestycji miejskich i sanitarnych). Uzyskał uprawnienia do kierowania robotami budowlanymi, został absolwentem studiów typu MBA na Uczelni Nauk Społecznych w Łodzi. Od 1998 do 2006 pracował jako inspektor nadzoru robót drogowych w DTŚ Katowice, następnie prowadził działalność doradczą w zakresie inwestycji drogowych i inżynierskich. W latach 2015–2019 kierował spółką Stadion Śląski, następnie do 2022 był wiceprezesem przedsiębiorstwa Fabryka Pełna Życia, zajmującej się rewitalizacją dawnych terenów przemysłowych w Dąbrowie Górniczej.
21 listopada 2021 został powołany na stanowisko członka zarządu województwa śląskiego (jako bezpartyjny). Powierzono mu odpowiedzialność za inwestycje i projekty regionalne, transport publiczny oraz edukację i sprawy społeczne. Zakończył pełnienie funkcji 6 maja 2024 wraz z całym zarządem. W tym samym roku został p.o. prezesa Kolei Śląskich.